# جانپیرو کامبی

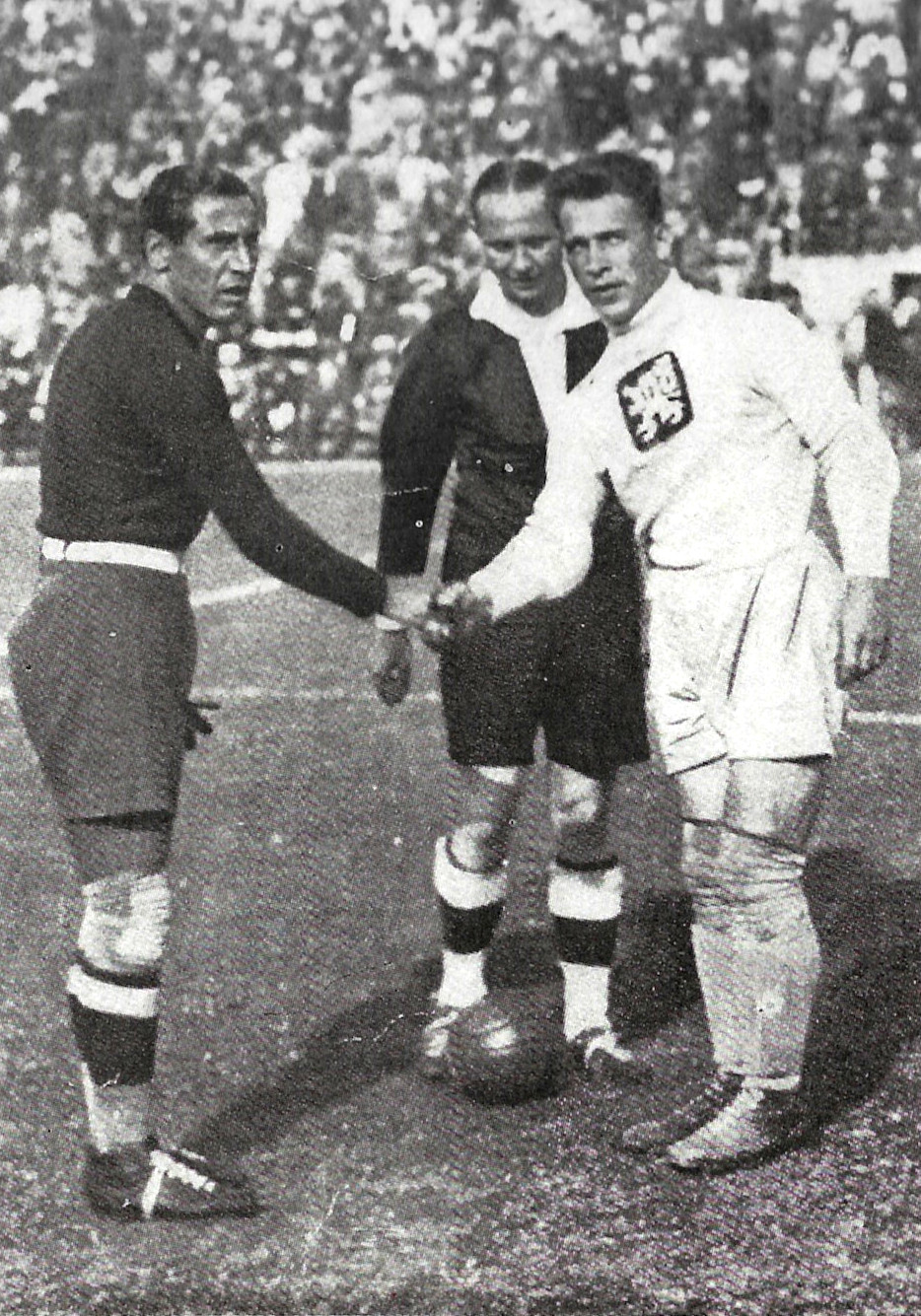
جانپیرو کامبی (چپ).

جانپیرو کامبی (به ایتالیایی: Gianpiero Combi؛ زادهٔ ۲۰ نوامبر ۱۹۰۲ در تورین، پیمونت – درگذشتهٔ ۱۲ اوت ۱۹۵۶) یک بازیکن فوتبال اهل ایتالیا و بزرگ‌ترین دروازه‌بان همهٔ دوران بود. او کل زندگی حرفه‌ای خود را در یوونتوس گذراند و با تیم ملی فوتبال ایتالیا در جام جهانی فوتبال ۱۹۳۴ به قهرمانی نائل آمد.